# 藏麵
藏麵（藏语： ཐུག་ པ ，Thukpa ;尼泊爾語：  ;国际音标：/ tʰu (k̚)ˀ˥˥.pə˥˥/）是一种藏式湯麵，起源于藏区东部。在印度人（尤其是拉达克人和锡金人）、西藏人和尼泊尔人中，安多藏麵（Amdo thukpa，尤其是其中的thenthuk ）较为出名。 藏麵的种类包括：
- Thenthuk（藏語：{{{1}}}，威利转写：'then thug，THL：འཐེན་ཐུག་）手工拉麵
- Gyathuk （藏語：{{{1}}}，威利转写：rgya thug，THL：རྒྱ་ཐུག་）：汉式麵条
- Thuppa 
- Thugpa （藏語：{{{1}}}，威利转写：bag thug，THL：བག་ཐུག་)：麵片湯
- Drethug（藏語：{{{1}}}，威利转写：'bras thug，THL：འབྲས་ཐུག་)

## 词源

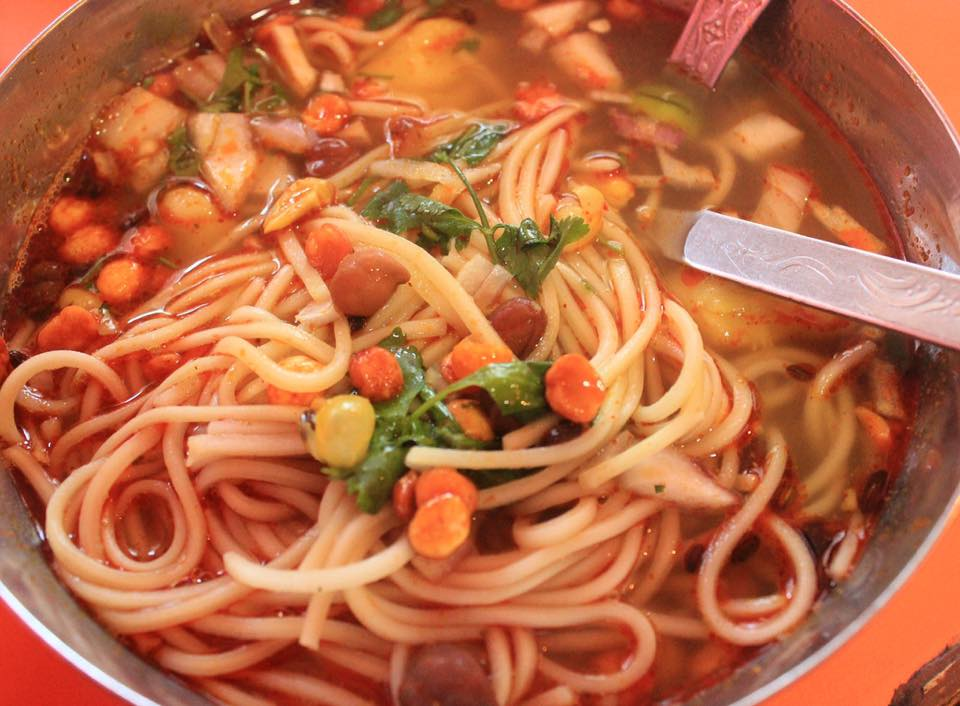
尼泊尔图巴

Thukpa一词在藏语中可以用于“任何与面条结合的汤或炖菜”。 

## 地区传统

### 印度变体
在印度，锡金州、大吉岭地区和拉达克地区的尼泊尔和西藏人都食用这道菜。

### 尼泊尔变体
一般来说，尼泊尔版的藏麵更多使用素食且有着更辣的味道。这道菜的蛋白质成分则根据当地情况包括：黄豆、鹰嘴豆、绿豆、芸豆、豆腐等。鸡蛋藏麵可能是尼泊尔人中仅次于素藏麵的第二受欢迎的种类。香菜、葱或大蒜叶是尼泊尔流行的配菜。

## 画廊

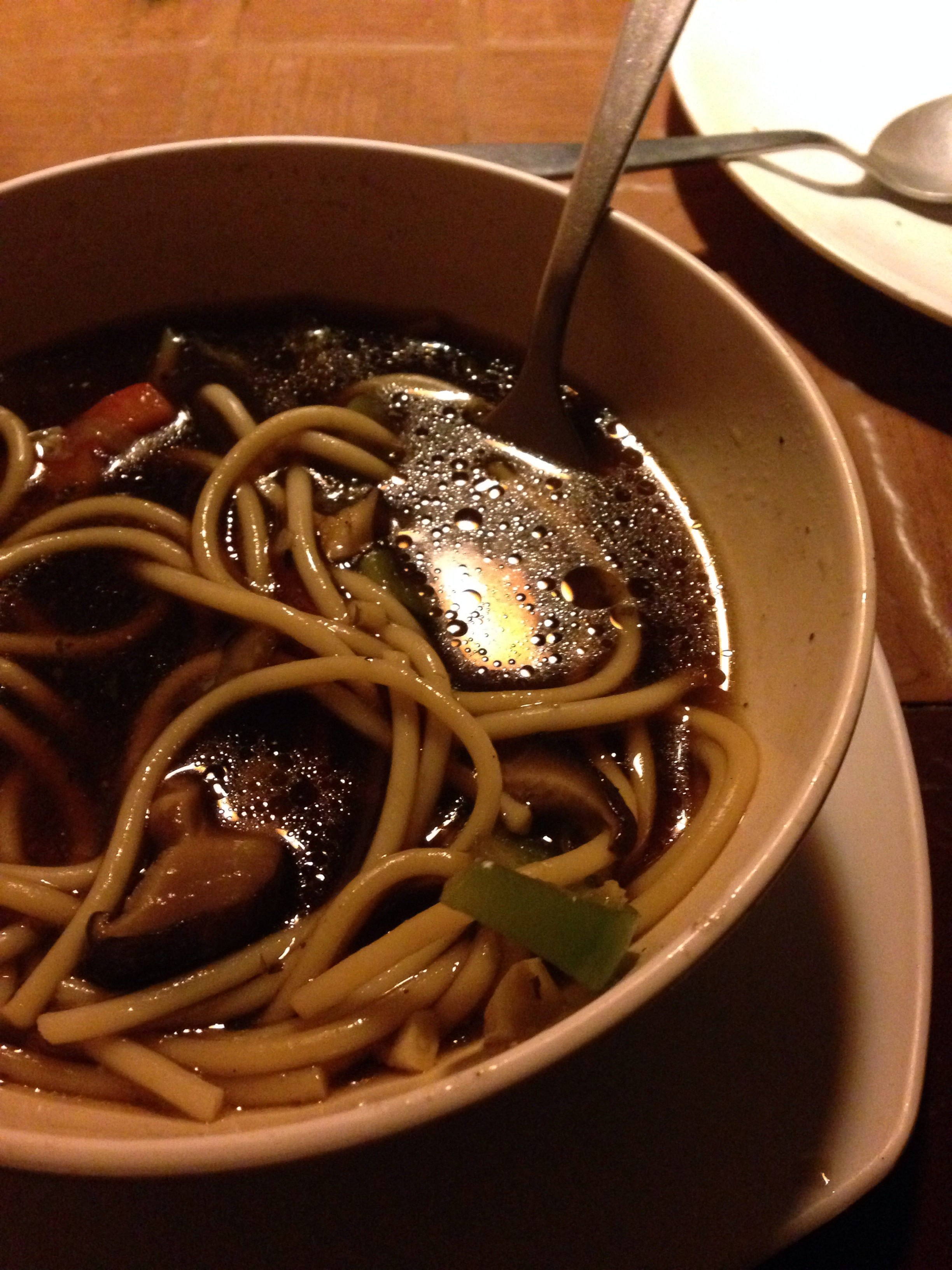
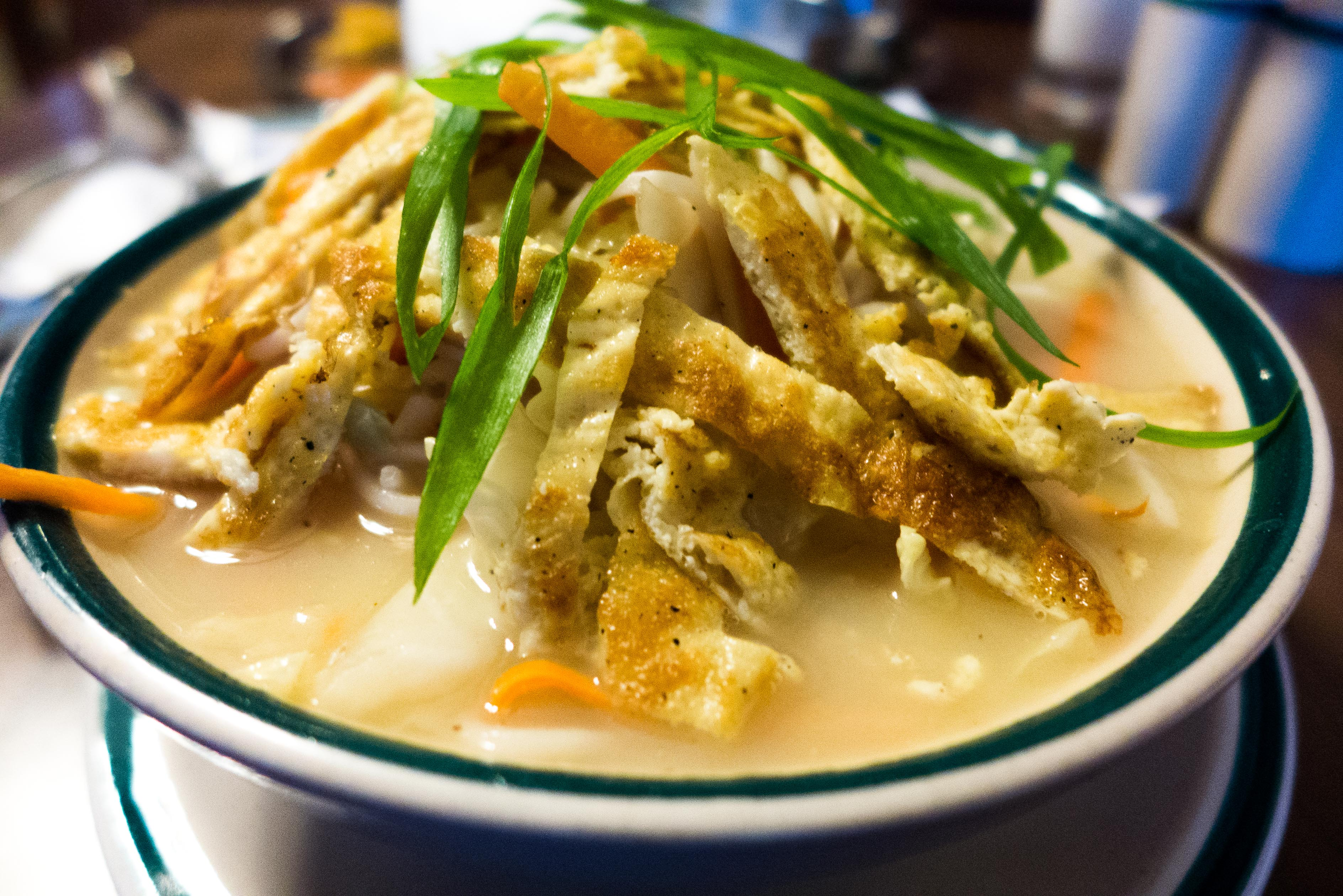